# 오미야역 (사이타마현)
오미야역(일본어: 大宮駅, おおみやえき)은 일본 사이타마현 사이타마시 오미야구에 있는 철도역이다.

## 운행노선
- 동일본 여객철도 (JR 동일본)
  - 우쓰노미야 선(도호쿠 본선)
  - 다카사키 선
  - 쇼난 신주쿠 라인
  - 게이힌 도호쿠 선
  - 사이쿄 선(가와고에 선)
  - 도호쿠 신칸센
  - 야마가타 신칸센
  - 아키타 신칸센
  - 조에쓰 신칸센
  - 호쿠리쿠 신칸센
- 도부 철도
  - 노다 선
- 사이타마 신도시 교통
  - 이나 선（뉴셔틀）

## 타는 곳

### 동일본 여객철도
| 1・2       | 게이힌 도호쿠 선                                        | 사이타마 신도심·우라와·우에노·도쿄·요코하마·오후나 방면                                                     |
| 3・4       | 우쓰노미야 선 (우에노도쿄라인・도카이도 선 직결)        | 우라와·아카바네·우에노·도쿄·시나가와·요코하마 방면                                                          |
| 3・4       | 쇼난 신주쿠 라인（요코스카 선 직결）                    | 이케부쿠로・신주쿠・요코하마・오후나・즈시 방면（사이타마 신도심・우라와 통과）                             |
| 3・4       | 쾌속「무사시노호」                                      | 기타아사카・신아키쓰・후추혼마치・다치카와・하치오지 방면                                                   |
| 6・7       | ■다카사키 선 (우에노도쿄라인・도카이도 선 직결)         | 우라와·아카바네·우에노·도쿄·시나가와·요코하마 방면                                                          |
| 6・7       | 쇼난 신주쿠 라인（도카이도 선 직결）                    | 이케부쿠로・신주쿠・요코하마・오후나・히라쓰카・오다와라 방면（사이타마 신도심・우라와 통과）               |
| 7          | ■공항특급「나리타 익스프레스」                          | 나리타 공항 방면                                                                                            |
| 8・11      | ■다카사키 선・조에쓰 선                                 | 아게오・구마가야・다카사키・마에바시 방면 （일부 열차 7번 타는곳에 진입）                                   |
| 9・11      | 우쓰노미야 선                                           | 오야마・우쓰노미야・구로이소 방면                                                                           |
| 11         | ■도부 선 직결 특급「（스페셜）닛코・기누가와」          | 도치기・도부 닛코・기누가와 온천 방면                                                                       |
| 13・14     | ■신칸센                                                 | 우에노・도쿄 방면                                                                                           |
| 15         | ■신칸선（일부열차）                                     | 우에노·도쿄                                                                                                 |
| 16         | ■도호쿠 신칸센（일부「나스노」「야마비코」）            | 우쓰노미야・후쿠시마・센다이 방면                                                                           |
| 17         | ■도호쿠 신칸센「하야테」・「야마비코」・「나스노」      | 우쓰노미야・후쿠시마・센다이・모리오카・하치노헤 방면                                                       |
| 17         | ■야마가타 신칸센「쓰바사」                              | 우쓰노미야・후쿠시마・야마가타・신조 방면                                                                   |
| 17         | ■아키타 신칸센「고마치」                                | 센다이・모리오카・아키타 방면                                                                               |
| 18         | ■조에쓰 신칸센「도키」・「다니가와」                    | 다카사키・에치고유자와・나가오카・니가타 방면                                                               |
| 18         | ■호쿠리쿠 신칸센 「가가야키」・「하쿠타카」・「아사마」 | 다카사키・나가노・가나자와 · 쓰루가 방면                                                                    |
| 19・20・22 | 사이쿄 선                                               | 무사시우라와・아카바네・이케부쿠로・신주쿠・시부야・오사키・린카이 선 직결신키바・소테쓰 선 직결에비나 방면 |
| 21・22     | ■가와고에 선(사이쿄 선 직결노선)                        | 가와고에・고마가와 방면                                                                                     |

- 1번부터 11번 타는 곳은 지상에 위치
- 12번부터 18번 타는 곳은 고가에 위치
- 19번부터 22번 타는 곳은 지하에 위치

### 도부 철도
| 번호 | 노선                     | 행선                                      |
| ---- | ------------------------ | ----------------------------------------- |
| 1    | 도부 철도 어번 파크 라인 | 이와쓰키・가스카베・가시와・후나바시 방면 |
| 2    | 도부 철도 어번 파크 라인 | 이와쓰키・가스카베・가시와・후나바시 방면 |

### 사이타마 신도시 교통
| 노선                                   | 행선                    |
| -------------------------------------- | ----------------------- |
| ■ 사이타마 신도시 교통 이나 선(뉴셔틀) | 마루야마・우치주쿠 방면 |

## 승객 통계
회계년도 2011년에, JR동일본 역은 매일 235,744명(탑승승객만)이 이용하였으며, JR 동일본 역 중 여덟 번째로 혼잡한 역이다. 지난 연도의 JR동일본 역의 이용 승객수는 아래와 같다.
| 회계년도 | 매일 평균 |
| -------- | --------- |
| 1999     | 228,571   |
| 2000     | 228,219   |
| 2001     | 227,835   |
| 2002     | 228,247   |
| 2003     | 227,683   |
| 2004     | 228,271   |
| 2005     | 231,599   |
| 2006     | 233,719   |
| 2007     | 239,111   |
| 2008     | 239,720   |
| 2009     | 236,424   |
| 2010     | 235,151   |
| 2011     | 235,744   |

## 인접역
| 동일본 여객철도 도호쿠 신칸센                  | 동일본 여객철도 도호쿠 신칸센                     | 동일본 여객철도 도호쿠 신칸센    |
| ---------------------------------------------- | ------------------------------------------------- | -------------------------------- |
| 우에노 도쿄 방면                               | ■ 도호쿠 신칸센 하야테 호                         | 센다이 하치노헤 방면             |
| 우에노 도쿄 방면                               | ■ 도호쿠 신칸센 야마비코 · 나스노 호              | 오야마 모리오카 방면             |
| 우에노 도쿄 방면                               | ■ 야마가타 신칸센 쓰바사 호                       | 우쓰노미야 신조 방면             |
| 우에노 도쿄 방면                               | ■ 아키타 신칸센 고마치 호                         | 센다이 아키타 방면               |
| 우에노 도쿄 방면                               | ■ 홋카이도 신칸센                                 | 센다이 신하코다테호쿠토 방면     |
| 동일본 여객철도 도호쿠 신칸센 · 조에쓰 신칸센  |                                                   |                                  |
| 우에노 도쿄 방면                               | ■ 조에쓰 신칸센 도키 · 다니가와 호                | 구마가야 니가타 방면             |
| 우에노 도쿄 방면                               | ■ 호쿠리쿠 신칸센 가가야키 · 하쿠타카 · 아사마 호 | 구마가야 가나자와 방면           |
| 동일본 여객철도 도호쿠 본선                    |                                                   |                                  |
| JU 05 우라와 아타미 방면                       | 우쓰노미야 선 통근쾌속                            | 구키 구로이소 방면               |
| JU 05 우라와 아타미 방면                       | 우쓰노미야 선 쾌속 래빗 호                        | 하스다 구로이소 방면             |
| JU 06 사이타마신토신 아타미 방면               | 우쓰노미야 선 보통                                | 도로 구로이소 방면               |
| JS 23 우라와 즈시 방면                         | 쇼난 신주쿠 라인 쾌속                             | 하스다 우쓰노미야 방면           |
| JS 23 우라와 즈시 방면                         | 쇼난 신주쿠 라인 보통                             | 도로 우쓰노미야 방면             |
| 시·종착역                                      | 게이힌 도호쿠 선                                  | JK 46 사이타마신토신 오후나 방면 |
| 동일본 여객철도 도호쿠 본선 · 다카사키 선      |                                                   |                                  |
| JU 05 우라와 아타미 방면                       | 다카사키 선 통근쾌속                              | 고노스 다카사키 방면             |
| JU 05 우라와 아타미 방면                       | 다카사키 선 쾌속 어번 호                          | 아게오 다카사키 방면             |
| JU 06 사이타마신토신 아타미 방면               | 다카사키 선 보통                                  | 미야하라 다카사키 방면           |
| JS 23 우라와 오다와라 방면                     | 쇼난 신주쿠 라인 특별쾌속                         | 아게오 다카사키 방면             |
| JS 23 우라와 오다와라 방면                     | 쇼난 신주쿠 라인 쾌속                             | 미야하라 다카사키 방면           |
| 동일본 여객철도 도호쿠 본선 별선 · 가와고에 선 |                                                   |                                  |
| JA 25 무사시우라와 오사키 방면                 | 사이쿄 선 · 가와고에 선 통근쾌속                  | 닛신 가와고에 방면               |
| 기타요노 오사키 방면                           | 사이쿄 선 · 가와고에 선 쾌속 각역정차             | 닛신 가와고에 방면               |
| 도부 철도 노다 선                              |                                                   |                                  |
| 시·종착역                                      | 노다 선                                           | 기타오미야 후나바시 방면         |
| 사이타마 신도시 교통 ■ 이나 선                 |                                                   |                                  |
| 시·종착역                                      |                                                   | 데쓰도하쿠부쓰칸 우치주쿠 방면   |

## 같이 보기
- 오미야역 (교토부)